# Печарки (Венґожевський повіт)
Печа́рки (пол. Pieczarki, нім. Bergensee) — село в Польщі, у гміні Позездже Венґожевського повіту Вармінсько-Мазурського воєводства.
Населення — 181 особа (2011).
У 1975—1998 роках село належало до Сувальського воєводства.

## Демографія
Демографічна структура станом на 31 березня 2011 року:
|          | Загалом | Допрацездатний вік | Працездатний вік | Постпрацездатний вік |
| -------- | ------- | ------------------ | ---------------- | -------------------- |
| Чоловіки | 102     | 28                 | 67               | 7                    |
| Жінки    | 79      | 14                 | 45               | 20                   |
| Разом    | 181     | 42                 | 112              | 27                   |